# Joining You
«Joining You» es una canción de Alanis Morissette que escribió junto a Glen Ballard, perteneciente al cuarto álbum de Morissette Supposed Former Infatuation Junkie. Fue lanzado como segundo sencillo del álbum a principio de 1999.

## Lista de canciones
CD1
1. «Joining You» (Melancholy mix) – 4:24
2. «Joining You» (álbum versión) – 4:24
3. «These Are the Thoughts» (unreleased track) – 3:16
4. «Thank U» (BBC/Radio One live) – 4:13

CD2
1. «Joining You» (álbum versión)
2. «Your House» (BBC/Radio One live)
3. «London» (Bridge School Benefit live)[Unreleased Track]

German CD sencillo
1. «Joining You» (Melancholy mix) – 4:24
2. «Your House» (BBC/Radio One live) – 3:24

1. «Joining You» (Melancholy mix) – 4:24
2. «These Are the Thoughts» (unreleased track) – 3:15
3. «Thank U» (BBC/Radio One live) – 4:13

## Posicionamiento
| Listas (1998/1999)                | Posición |
| --------------------------------- | -------- |
| Austria                           | 26       |
| Francia                           | 89       |
| Países Bajos                      | 51       |
| Suiza                             | 46       |
| U.S. Billboard Modern Rock Tracks | 16       |
| Canadian Singles Chart            | 40       |
| UK Singles Chart                  | 28       |